# Vinko Hlebš
Vinko Hlebš, slovenski slikar, * 21. januar 1943, Tržič, † 2. julij 2022, Ljubljana.

## Življenje
Vinko Hlebš je bil rojen leta 1943 v Tržiču, kjer je tudi celo življenje bival in ustvarjal. Izobraževal se je na likovnih tečajih pri akademskemu slikarju Milanu Batisti v Kranju, pri akademskemu slikarju Stanetu Kregarju in akademskemu slikarju ter likovnem teoretiku Milanu Butini v Ljubljani. Po upokojitvi leta 2003 se je v celoti predajal umetniškemu ustvarjanju, bil je član Dunajskega društva prijateljev umetnosti, Zveze društev slovenskih likovnih umetnikov in Društva kranjskih likovnih umetnikov. Kot prostovoljni učitelj je vodil likovno dejavnost v Varstveno delovnem centru Kranj, enota Tržič in v Domu Petra Uzarja v Tržiču. 
Umrl je 2. julija 2022 za posledicami tragične prometne nesreče, v kateri je izgubila življenje tudi slikarjeva žena Francka Hlebš.

## Likovna dela in pomen
Več kot petdeset let je ustvarjal in je bil eden najbolj plodovitih slikarjev v Tržiču. Slikati in risati je začel na pobudo starejšega brata, ki mu je kupil prvo slikarsko opremo. Prvo samostojno razstavo je imel že konec šestdesetih let. Razstavljal je na več kot 90 samostojnih in več kot 150 skupinskih razstavah po različnih krajih Slovenije pa tudi v Celovcu, Zagrebu, na Dunaju, v Ženevi, v Ludbregu in Kölnu.
Njegov opus je obširen. Pogosto je slikal povečane detajle bogatega rastlinskega sveta, saj kot je pravil sam, je življenje povezoval z rastlinami. Njegovo bogastvo barv, oblik, cvetov je kazalo slikarjevo močno voljo in ustvarjalno energijo, z njo je ponazarjal večni krog: rojstvo, življenje, smrt: trpljenje in radost. S svojo likovno simboliko je povezoval nebo in zemljo, tostranstvo in onstranstvo. Njegova dela se najdejo tudi v knjigah in na njihovih platnicah ter ovitkih.
- Drevo paprik
- Pot v večnost
- Minerali vesolje
- Cvetje

## Pedagoško delo
Z Ljudsko univerzo Tržič je sodeloval od jeseni leta 2005 do poletja leta 2019 in bil ves čas eden najaktivnejših članov andragoškega zbora. Najprej je izvajal tečaje v okviru Univerze za tretje življenjsko obdobje, nato pa tudi za ostale odrasle, otroke in mladostnike. Tečaji slikanja so bili v šolskem letu 2012/13 zaradi njegovega kakovostnega dela preoblikovani v Šolo slikanja, v okviru katere so se izvajale tudi delavnice za odrasle s posebnimi potrebami in poletne šole slikanja. Bil je tudi pobudnik in aktiven soorganizator razstav svojih tečajnikov. Z dr. Metko Knific Zaletelj sta bila pobudnika in ustanovna člana Društva tržiških likovnikov, ki še vedno uspešno deluje. Rad se je povezoval tudi z drugimi organizacijami, tako je prek Ljudske univerze Tržič in njenih evropskih projektov ves čas sodeloval tudi z varstveno-delovnim centrom in Domom Petra Uzarja, kjer je veliko delal tudi z dementnimi ljudmi. Leta 2016 je prav na pobudo takratne direktorice dr. Metke Knific Zaletelj in organizatorke izobraževanja odraslih Kristine Zupan prejel priznanje za promocijo učenja in znanja odraslih Andragoškega centra Slovenije.

## Nagrade in priznanja
Za svoje delo je prejel številne nagrade, med drugim Prešernovo nagrado Gorenjske 1985, plaketo mesta Tržič za umetniško delovanje 1991, nagrado za promocijo učenja in znanja odraslih Andragoškega centra Slovenije 2017, leta 2018 pa je bil imenovan za častnega občana občine Tržič.
- 1977 – Priznanje ob prvem srečanju gorenjskih likovnih skupin
- 1978 – Občinsko kulturno priznanje (Tržič) – Kurnikova plaketa
- 1981 – Posebno priznanje in 1. nagrada na razstavi tržiških samorastnikov ob dnevu republike
- 1981 – Diploma za sodelovanje na razstavi cvetja Karlovac (Večernji list Zagreb)
- 1985 – 1. nagrada na Ekstemporu 100 let BPT Tržič
- 1985 – Prešernova nagrada Gorenjske
- 1987 – Priznanje ob pregledni razstavi gorenjskih likovnih skupin Kranj
- 1987 – Priznanje Društva invalidov Tržič
- 1988 – Priznanje za sodelovanje na razstavi gorenjskih likovnih skupin Tržič
- 1988 – Priznanje OF Slovenskega naroda Krajevne konference SZDL Bistrica pri Tržiču
- 1991 – Plaketa mesta Tržič
- 2017 – Državno priznanje Andragoškega centra Slovenije za promocijo učenja in znanja odraslih
- 2016 – Priznanje za promocijo učenja in znanja odraslih Andragoškega centra Slovenije
- 2018 – Priznanje za dolgoletno delo na področju likovnega ustvarjanje; častni občan občine Tržič

## Likovne opreme za knjige
- 1982 – naslovna stran za knjigo: dr. Zeno Bucher, Natur Materie Kosmos
- 1984 – naslovna stran za knjigo: Maksimiljan Osojnik, Izlet v vesolje
- 1992 – ilustracije za knjigo: dr. Zdravko Kaltnekar, Pozna žetev
- 2001 – ilustracije za ovitek knjige: ddr. Jože Hlebš, Kozmos, evolucija, življenje
- 2002 – likovna oprema za knjigo: Dorca Kralj, Tržiška pesnica Dorca Kraljeva
- 2017 – likovna oprema za ovitek knjige: ddr. Jože Hlebš, Darwin, evolucija in/ali stvarjenje
- 2023 – likovna oprema za ovitek knjige: ddr. Jože Hlebš, Estetika in modrost umetnosti